# Acido meclofenamico
L'acido meclofenamico è una molecola appartenente alla classe dei farmaci antinfiammatori non steroidei. È dotato di proprietà analgesiche, antinfiammatorie ed antipiretiche ed è indicato per il trattamento del dolore da lieve a moderato associato a diverse patologie flogistiche. In Italia il farmaco è venduto dalla società farmaceutica Pharmafar con il nome commerciale di Movens nella forma farmaceutica di capsule rigide.

## Farmacodinamica
Il meccanismo d'azione dell'acido meclofenamico è da mettere in relazione con le sue proprietà inibitorie della biosintesi delle prostaglandine: viene così impedita la produzione di mediatori dell'infiammazione (e del dolore) come le prostacicline e le prostaglandine. La ridotta sintesi di prostaglandine è secondaria alla inibizione da parte del farmaco dell'enzima prostaglandina-endoperossido sintasi nota anche come ciclossigenasi. L'inibizione coinvolge sia la ciclossigenasi 1 (COX-1) sia la ciclossigenasi 2 (COX-2).
Il farmaco inoltre inibisce il rilascio di acido 5-idrossieicosatetraenoico (5-HETE) e di leucotriene B4 (LTB4) dai neutrofili stimolati e antagonizza la risposta dei tessuti ad alcune prostaglandine.

## Farmacocinetica
Dopo somministrazione orale l'acido meclofenamico viene rapidamente assorbito dal tratto gastrointestinale. La concentrazione plasmatica massima (Cmax) viene raggiunta entro 1-2 ore. L'emivita plasmatica si aggira intorno alle 2 ore. Il farmaco viene metabolizzato a livello epatico attraverso processi di glucuronazione. L'escrezione avviene per il 35% attraverso le feci e per la quota restante con le urine, in gran parte sotto forma di metaboliti glucuronati.

## Usi clinici
Il farmaco viene utilizzato nei soggetti con dolori di origine reumatica e in particolare nella artrite reumatoide, nella spondilite anchilosante, nelle osteoartriti, nelle sciatalgie, artralgie, mialgie, borsiti, tendiniti e tenosinoviti. Può inoltre essere utilizzato nel trattamento della cefalea, delle sindromi dismenorroiche e della menorragia.

## Effetti collaterali e indesiderati
Gli effetti avversi, come per tutti i FANS, sono soprattutto di tipo gastrointestinale. Dopo la somministrazione del farmaco si possono verificare nausea, vomito, pirosi gastrica, gastralgia, flatulenza, diarrea, ulcera peptica, sanguinamento e perforazione gastrointestinale. Raramente è possibile che compaiano eruzioni cutanee, prurito, cefalea, vertigini, tinnitus, insufficienza renale. In alcuni pazienti si possono verificare sindrome di Stevens Johnson e dermatiti esfoliative.

## Controindicazioni
Il farmaco è controindicato nei soggetti con ipersensibilità nota al principio attivo oppure a uno qualsiasi degli eccipienti. L'acido meclofenamico non deve essere somministrato a soggetti con anamnesi positiva per storia di attacchi acuti d'asma bronchiale, rinite, orticaria, angioedema o altre reazioni di tipo allergico dopo aver assunto aspirina o altri FANS.

## Dosi terapeutiche
In genere il farmaco è assunto alla dose giornaliera raccomandata di 1 capsula da 100 mg (113,50 mg di sodio meclofenamato monoidrato) ogni 8-12 ore.

## Sovradosaggio
In caso di sovradosaggio volontario o accidentale si possono manifestare agitazione psicomotoria, comportamento irrazionale e in alcuni casi convulsioni generalizzate. Successivamente può manifestarsi nefrotossicità caratterizzata da riduzione della diuresi e aumento della creatinina. I disturbi possono evolvere fino a oliguria o anuria.
In questi casi il trattamento consiste nello svuotamento dello stomaco mediante lavanda gastrica e introduzione nello stomaco di carbone attivo. Le convulsioni possono essere tenute sotto controllo con appropriato trattamento anticonvulsivante. È necessario monitorare con attenzione le funzioni vitali, l'elettrocardiogramma e il bilancio elettrolitico.